# Assück
Assück foi uma banda de grindcore dos Estados Unidos formada em 1987.

## Discografia
A lista de demos e álbuns da banda Assuck:
| ANO  | TÍTULO                                           | SELO |
| ---- | ------------------------------------------------ | ---- |
| 1988 | Born Backwards (Demo)                            |      |
| 1989 | Necrosalvation (EP)                              |      |
| 1990 | Assück / O.L.D. (Split)                          |      |
| 1991 | Anticapital                                      |      |
| 1992 | Blindspot (EP)                                   |      |
| 1992 | Bloodless Unreality (Split)                      |      |
| 1992 | Emergency Broadcast Systems - Volume Two (Split) |      |
| 1993 | State to State (EP)                              |      |
| 1994 | Anticapital / Blindspot (Compilação)             |      |
| 1997 | Misery Index                                     |      |